# Dashboard Confessional

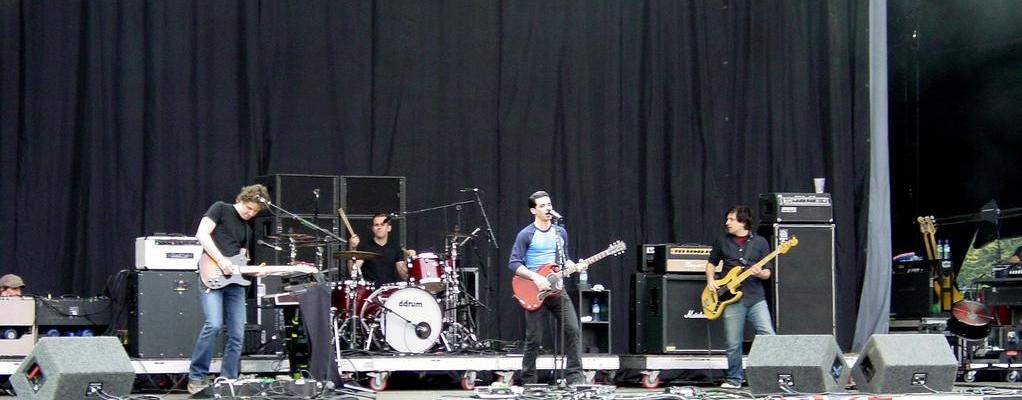
Dashboard Confessional in 2006

Dashboard Confessional is een Amerikaanse indierockband, opgericht door en opgebouwd rond zanger-gitarist Chris Carrabba. In Europa is Dashboard Confessional slechts bekend als een undergroundband, terwijl de groep in de Verenigde Staten behoorlijk populair is. Zo wonnen ze in 2002 de MTV2 award op de MTV Video Music Awards voor hun nummer "Screaming Infidelities" en stonden op de soundtrack van kaskrakers als Spider-Man 2 en Shrek 2.

## Korte geschiedenis
Dashboard Confessional begon als een eenmansproject van Chris Carrabba, die een uitlaatklep zocht voor meer persoonlijke, akoestische songs die hij niet kwijt kon bij energieke emo-rockband Further Seems Forever. Oorspronkelijk was Carrabba niet van plan die persoonlijke en vaak erg emotionele nummers uit te brengen, maar vrienden overtuigden hem dat wel te doen. Hij kreeg al snel een grote en vooral heel fanatieke fanbase achter zich - het Dashboard Confessional-publiek staat erom bekend dat ze op optredens alle nummers luidkeels meezingen.
Later werden er ook andere bandleden opgenomen in de ondertussen volwaardige band Dashboard Confessional. Het geluid van de groep is intussen ook volledig veranderd: terwijl de eerste cd's volledig akoestisch zijn, horen we vanaf A Mark, a Mission, a Brand, a Scar (2003) voor het eerst versterkers. Met opvolger Dusk and Summer (2006) zet DC de versterkers meer dan ooit op 'overdrive' en keert Chris Carrabba terug naar zijn meer rockgedreven roots als muzikant.
Waar tussen de vorige twee albums nog een kloof van goed drie jaar gaapte, volgt The Shade of Poison Trees (2007) al erg snel op Dusk and Summer. De cd is een terugkeer naar de akoestische sound waarmee Dashboard Confessional groot werd. Op het meest recente album, Alter the Ending (2009) wordt tot slot naar een compromis gezocht tussen 'de twee DC's': de 'hoofd-cd' is erg poppy geproduceerd (door Butch Walker en Adam Schlesinger), terwijl de 'deluxe edition' een tweede schijfje bevat met akoestische versies van alle nummers.
De huidige bezetting van Dashboard Confessional:
- Chris Carrabba (zang, gitaar)
- John Lefler (gitaar)
- Scott Shoenbeck (basgitaar)
- Mike Marsh (drums)

## Discografie

### Cd's
- The Swiss Army Romance (2000)
- The Places You Have Come to Fear the Most (2001)
- MTV Unplugged 2.0 (2002)
- A Mark, a Mission, a Brand, a Scar (2003)
- Dusk and Summer (2006)
- The Shade of Poison Trees (2007)
- Alter the Ending (2009)

### Ep's
- The Drowning EP (2001)
- So Impossible (2001)
- Summer's Kiss (2002)
- AOL Sessions EP (iTunes Exclusive) (2006)